# وحدات الوزن
توجد وحدات كثيرة للوزن ولكن الأكثر شيوعا منها النظام الفرنسي والإنجليزي والصيني وهذا الجدول تعطيك المكافئ لكل وحدة:
| كيلو غرام | طن متري  | باوند   | طن قصير  | طن طويل   | جن صيني  | جن تايواني | ليانغ صيني |
| --------- | -------- | ------- | -------- | --------- | -------- | ---------- | ---------- |
| 1         | 0.001    | 2.20462 | 0.001102 | 0.000984  | 2.0      | 1.6667     | 20         |
| 1000      | 1        | 2204.62 | 1.10231  | 0.9842    | 2000     | 1666.7     | 20000      |
| 0.4535    | 0.000454 | 1       | 0.0005   | 0.000446  | 0.9066   | 0.7560     | 0.09066    |
| 907.184   | 0.90718  | 2000    | 1        | 0.8928    | 1814.388 | 1512.058   |            |
| 1.01604   | 1.01605  | 2240    | 1.12     | 1         | 0.000492 | 0.0005904  |            |
| 0.500     | 0.005    | 1.1023  | 0.00055  | 0.000492  | 1        | 0.8333     | 10         |
| 0.600     | 0.006    | 1.3227  | 0.0066   | 0.00059   | 1.20     | 1          |            |
| 0.50      | 0.0005   | 0.11023 | 0.000055 | 0.0000492 | 0.1      | 0.08333    | 1          |

## استخدام هذه الوحدات
- كيلو مستخدم في البلدان والدول التي تستعمل النظام الفرنسي
- الباوند في الدول والبلدان التي تستعمل النظام الإنجليزي
- جين تايواني في تايوان
- جين صيني في الصين وهونغ كونغ